# Trương Liên Trung
Trương Liên Trung (tiếng Trung: 张连忠; tiếng Trung: 張連忠; bính âm: Zhang Lianzhong; sinh tháng 6 năm 1931) là Đô đốc Hải quân Quân Giải phóng Nhân dân Trung Quốc (PLAN). Ông từng là Phó Bí thư Đảng ủy Hải quân Quân Giải phóng Nhân dân Trung Quốc, Tư lệnh Hải quân Quân Giải phóng Nhân dân Trung Quốc.

## Tiểu sử

### Thân thế
Trương Liên Trung là người Hán sinh tháng 6 năm 1931, người thôn Tiểu Cao, trấn Giao Lai, Giao Châu, Thanh Đảo.

### Sự nghiệp
Tháng 3 năm 1947, tại quê hương, Trương Liên Trung tham gia Bát lộ quân nhận nhiệm vụ chiến sĩ Đại đội 1, Trung đoàn 15, Sư đoàn 5 của Quân khu Giao Đông. Tháng 1 năm 1948, Trương Liên Trung gia nhập Đảng Cộng sản Trung Quốc. Trương Liên Trung từng tham gia chiến dịch Hoài Hải, chiến dịch Độ Giang, chiến dịch Thượng Hải và chiến dịch Chương Hạ.
Sau năm 1949, Trương Liên Trung lần lượt đảm nhiệm chức vụ Phó Tiểu đội trưởng Đại đội 1, Trung đoàn 273, Sư đoàn 91, Quân đoàn 31; Tiểu đội trưởng; Phó Trung đội trưởng; Trung đội trưởng. Năm 1951, ông được bổ nhiệm làm Phó Đại đội trưởng. Năm 1955, ông được bổ nhiệm giữ chức Đại đội trưởng.
Tháng 1 năm 1956, Trương Liên Trung theo học tại Trường Bộ binh cao cấp Thạch Gia Trang nay thuộc Học viện Tác chiến liên hợp của Đại học Quốc phòng Trung Quốc. Tháng 6 năm 1958, ông tốt nghiệp được phân công làm Đại đội trưởng Bộ binh tại Quân khu Phúc Châu. Năm 1959, ông được bổ nhiệm giữ chức Tham mưu trưởng Tiểu đoàn Bộ binh.
Tháng 8 năm 1960, ông theo học lớp thuyền trưởng tại Trường Tàu ngầm Hải quân. Năm 1965, sau khi tốt nghiệp, Trương Liên Trung đảm nhiệm thuyền trưởng thực tập Tàu ngầm Hải quân. Năm 1970, ông được bổ nhiệm làm thuyền trưởng tàu ngầm. Năm 1975, ông được bổ nhiệm giữ chức Phó Chi đội trưởng Chi đội tàu ngầm. Năm 1977, ông được bổ nhiệm làm Chi đội trưởng Chi đội tàu ngầm. Năm 1979, Trương Liên Trung theo học khoa cao cấp tại Học viện Quân sự Quân Giải phóng Nhân dân Trung Quốc. Năm 1980, tốt nghiệp, ông được bổ nhiệm giữ chức Phó Tham mưu trưởng Hạm đội Bắc Hải.
Năm 1983, ông được luân chuyển làm Tư lệnh Căn cứ Hải quân Lữ Thuận thuộc Hạm đội Bắc Hải. Tháng 7 năm 1985, Trương Liên Trung được bổ nhiệm giữ chức vụ Ủy viên Ban Thường vụ Đảng ủy Hải quân Quân Giải phóng Nhân dân Trung Quốc, Phó Tư lệnh Hải quân Quân Giải phóng Nhân dân Trung Quốc, phân quản xây dựng trang bị và công tác hậu cần.
Tháng 1 năm 1988, Trương Liên Trung được bổ nhiệm làm Phó Bí thư Đảng ủy Hải quân Quân Giải phóng Nhân dân Trung Quốc, Tư lệnh Hải quân Quân Giải phóng Nhân dân Trung Quốc. Tháng 9 năm 1988, ông được thăng quân hàm Phó Đô đốc. Tháng 5 năm 1993, Trương Liên Trung được phong quân hàm Đô đốc. Tháng 11 năm 1996, Trương Liên Trung nghỉ hưu ở tuổi 65.
Trương Liên Trung là Ủy viên dự khuyết Ban Chấp hành Trung ương Đảng Cộng sản Trung Quốc khóa XIII, Ủy viên Ban Chấp hành Trung ương Đảng Cộng sản Trung Quốc khóa XIV, Ủy viên Ủy ban Thường vụ Đại hội đại biểu Nhân dân toàn quốc khóa IX, Ủy viên Ủy ban Hoa kiều Nhân đại toàn quốc.